# Wahlkreis Chemnitz IV
Der Wahlkreis Chemnitz IV war ein Landtagswahlkreis zur Landtagswahl in Sachsen 1990, der ersten Landtagswahl nach der Wiedergründung des Landes Sachsen. Er hatte die Wahlkreisnummer 62. Für die Landtagswahlen 1994 wurde auch infolge der Kreisreform die Wahlkreisstruktur verändert, zudem wurde die Zahl der Wahlkreise von 80 auf 60 verringert. Das Gebiet des Wahlkreises Chemnitz IV wurde Teil einer der vier Wahlkreise auf Chemnitzer Stadtgebiet.
Das Wahlkreisgebiet umfasste Teile des Stadtbezirkes Süd mit den Stimmbezirken 600a bis 682.

## Ergebnisse
Die Landtagswahl 1990 fand am 14. Oktober 1990 statt und hatte folgendes Ergebnis für den Wahlkreis Chemnitz IV:
| Direktkandidat    | Partei (Kürzel) | Erststimmen (%) | Zweitstimmen (%) |
| ----------------- | --------------- | --------------- | ---------------- |
|                   | DA              | -               | 00,5             |
| Wolf-Dieter Beyer | CDU             | 41,3            | 43,8             |
|                   | Chr. L          | -               | 00,2             |
|                   | DBU             | 00,6            | 00,5             |
|                   | DSU             | 04,0            | 03,1             |
|                   | F.D.P.          | 07,2            | 06,0             |
|                   | LL-PDS          | 18,5            | 17,9             |
|                   | NPD             | -               | 00,7             |
|                   | FORUM           | 08,1            | 06,7             |
|                   | RAP             | -               | 00,1             |
|                   | SHB             | -               | 00,1             |
|                   | SPD             | 20,3            | 20,5             |

Es waren 45.708 Personen wahlberechtigt. Die Wahlbeteiligung lag bei 68,7 %. Von den abgegebenen Stimmen waren 2,2 % ungültig. Als Direktkandidat wurde Wolf-Dieter Beyer (CDU) mit 41,3 % aller gültigen Stimmen gewählt.